# Ære
Ære er et antropologisk og sociologisk begreb som bruges af mange mennesker og kulturer om en persons, families eller folkegruppes oplevede værdi. Beslægtede begreber er hæder, anseelse, respekt og værdighed.
Ære er den opfattede værdi af en person, gruppe eller institution - enten generelt indenfor tapperhed, ridderlighed, ærlighed, medfølelse eller efter nærmere specifikt moralkodeks primært indenfor krig, religion, slægt eller ægteskab. Den opfattede værdi vurderes af person selv (efter egne æresbegreber) eller efter kulturelle normer eller et kendt moralkodeks. En ærefuld handling kan øge den sociale status og give anerkendelse.
Alle kendte samfund har en eller anden form for æresbegreb. Æren er ofte knyttet til ejendom, bedrifter, status eller position og har til formål at opretholde samfundets værdier og orden. Det modsatte af ære er skam. I den vestlige kulturkreds var kritikken af ære-begreberne knyttet til frihed og til sandhed. Begrebet ærlig er etymologisk knyttet til æresbegrebet. I det gamle slægtssamfund var svig at regne som æreløst. Normen for hvad der giver eller fratager ære varierer med tid og sted – for eksempel har en ugift kvindes kyskhed og en gift kvindes troskab været afgørende for hendes ære i mange kulturer. En påstand, der kunne ødelægge omdømmet kunne evt. forsvares ærefuldt ved retten eller ved en duel.
Det er blevet sagt at der er tre ting som kan få mennesker til at dræbe: Materiel fortjeneste, had eller vrede og ære – eller snarere, frygten for at miste ære.
Hvor hæder og anseelse for en stor del er noget ydre, noget som andre kan give én, har respekt og værdighed også et tydeligt indre aspekt.